# Kubient
Kubient is een van de drie downloadalbums die Kubusschnitt in 2006 uitbracht. Kubusschnitt was voor 2006 een aantal jaren inactief, maar er bleef wel vraag naar hun albums. In 2006 volgden daarom Nightshade, Phoenix en Kubient.
Het album bestaat uit slechts een track, die 55 minuten lang is. Er is geen enkele maat- of ritmevoering te vinden. Bovendien ontbreekt de sequencer, die veelal voorkomt binnen de elektronische muziek van de Berlijnse School. Het album bestaat uit lagen muziek, die elkaar afwisselen, zonder dat daar enige regelmaat in zit. Het is qua muziek vergelijkbaar met Zeit van Tangerine Dream. Muziek zonder maat en ritme is ook een eigenschap van ambient, in die categorie kan het album ook ingedeeld worden.   
Gegevens omtrent opnamen ontbreken.

## Musici
- Andy Bloyce, Tom Coppens, Ruud Heij – synthesizers, elektronica; Andy ook gitaar

## Tracklist
| Nr. | Titel   | Duur  |
| --- | ------- | ----- |
| 1.  | Kubient | 55:12 |

Het album is te downloaden of als cd-r te bestellen bij het platenlabel. 